# Patáz (distrito)
Patáz é um dos 13 distritos da província de Patáz, localizado na região de La Libertad

## Transporte
O distrito de Patáz é servido pela seguinte rodovia:
- PE-10C, que liga a cidade de Huancaspata ao distrito de Chugay
- LI-124, que liga o distrito à cidade de Bambamarca
- LI-125, que liga o distrito à cidade de Bambamarca [1][2][3]